# Bruno Fassina
Bruno Fassina (Pavia, 8 settembre 1912 – 1º maggio 1982) è stato un politico italiano.